# Deadshot
Deadshot est un personnage de DC Comics et un ennemi de Batman. Créé en 1959 par Bob Kane, David Vern Reed et Lew Schwartz dans Batman #59. Deadshot connait sa propre série de novembre 1998 à février 1999. Il est également membre de l'équipe de super-vilains Suicide Squad et l'un des personnages principaux du film homonyme sorti en 2016, sous les traits de Will Smith.  
Dans les New 52, après Flashpoint, il réapparaît pour la première fois dans Suicide Squad no 1 sorti en 2016.  
Dans le classement des 100 vilains de comics les plus charismatiques établi par le site IGN, Deadshot se situe à la 43e place.

## Biographie fictive
Deadshot, de son vrai nom Floyd Lawton, a grandi avec sa mère, son père violent, et son frère qu'il idolâtrait. Un jour où son père battait son frère, le jeune Floyd prit la décision de mettre fin aux jours de son père et de son règne de terreur sur sa famille avec son propre fusil. Cependant, la branche d'arbre depuis laquelle il tira se cassa, ce qui modifia la trajectoire de la balle vers son frère, qui mourut sur le coup. Cet événement affecta grandement Deadshot qui devint alors un assassin et surtout un tireur d'élite opérant à Gotham City. Au cours de sa carrière, Lawton est battu par le Chevalier Noir et condamné à la prison à vie pour les innombrables meurtres qu'il a commis. Néanmoins un homme avec de telles compétences gagne une certaine réputation.
Lui donnant une chance de gagner sa liberté, Deadshot rejoignit le Suicide Squad, une équipe de supervilains recrutée par Amanda Waller pour effectuer des missions illégales sous couverture. Souvent leader de l'équipe, Deadshot a pour principe de toujours finir le travail en cours, et ce, même si cela doit le tuer.

## Personnalité
Floyd Lawton n'a qu'une seule règle : « Fais le travail pour lequel on t'a engagé en faisant le moins de victimes possible, après tout tu n'es pas payé pour gaspiller des balles. » Deadshot est obsédé par la précision, croyant dur comme fer que seule la cible pour laquelle il a été payé doit être descendue. En plus de sa capacité à « ne jamais rater sa cible », Deadshot possède un désir de mort inassouvi. En effet, il se soucie moins de gagner sa liberté que de mourir de manière spectaculaire. Ses raisons pour cela sont inconnues, malgré certaines spéculations qui parlent de son éducation, de la perte de son frère ou simplement du fait qu'il n'a aucune raison de vivre. Son indifférence pour sa propre vie, ainsi que son engagement pour son travail font de Deadshot l'un des plus dangereux assassins du monde.

## Équipement et capacités
Deadshot est un assassin connu pour son talent qui est de ne jamais rater sa cible, pour cela il est la plupart du temps équipé d'une combinaison le protégeant des balles ainsi qu'une visière et  une paire de fusils silencieux accrochés à ses poignets, bien qu'il soit capable de manier tous types d'armes à la perfection. 
Deadshot possède également une agilité et une endurance hors du commun.

## Entourage
Floyd Lawton a eu un fils nommé Edward Lawton (plus tard tué par Wes Anselme) et une fille nommée Zoe Lawton.
Deadshot est un membre récurrent du Suicide Squad d'Amanda Waller et fait partie des Secret Six (en) de Mockingbird qui s’avérera être en réalité Lex Luthor.

## Autres versions
Dans la série de jeux vidéo Batman Arkham, Deadshot apparaît à plusieurs reprises. Il est dit qu'il faisait partie de l'armée avant de devenir mercenaire. Comme dans les comics, Deadshot est le meilleur tireur du monde, mais se reproche toujours la mort accidentelle de son frère.  
Dans Batman: Arkham Origins, il fait partie des huit assassins destinés à tuer Batman, alors apparu il y a deux ans à Gotham City. Après un affrontement dans la Banque Royale de Gotham, il se fait arrêter par le Chevalier Noir et est envoyé à Blackgate. Il y est recruté par Amanda Waller qui forme une équipe suicide, nommée la Suicide Squad. 
Dans Batman : Assaut sur Arkham, le film d'animation de 2014, quelques années plus tard, Lawton est à nouveau recruté pour une mission Suicide Squad aux côtés d'Harley Quinn, Captain Boomerang, Killer Frost, Black Spider et King Shark. Ils ont pour mission d'infiltrer l'Asile d'Arkham et voler la canne de l'Homme-Mystère qui détient des informations capitales. S'ils désobéissent, Waller leur fait exploser le crâne à l'aide d'une bombe implantée dans leur tête. Durant la mission, Lawton entame une idylle avec Harley Quinn. Une fois à l'Asile d'Arkham, ils se rendent compte que l'Homme-Mystère sait comment désactiver les bombes, raison pour laquelle Waller tenait à l'éliminer. Une fois les bombes désactivées (hormis pour King Shark et Black Spider, qui explosent), Lawton se retrouve face au Joker, jaloux de sa relation avec Harley. En s'échappant de l'Asile en hélicoptère, les deux hommes se combattent, tandis que Batman tente de sauver l'hélicoptère. Ce-dernier s'écrase dans un immeuble. Alors que Batman s'occupe d'Harley Quinn et de la bombe du Joker, Deadshot et le Joker s'affrontent. Lawton finit par avoir le dessus, et précipite le Joker dans l'hélicoptère, qui tombe de l'immeuble et explose quelques étages plus bas. Quelques jours après, Lawton s'en va avec sa fille, non sans souhaiter un adieu à Waller, en la visant avec un sniper. 
Dans Batman: Arkham City, on retrouve Deadshot quelques années plus tard, enfermé dans la ville prison, tuant des cibles spécifiques qui ont des preuves concernant le créateur d'Arkham City, Hugo Strange. Il sera finalement arrêté par Batman après avoir essayé d'assassiner Jack Ryder lors d'une quête annexe du jeu.

## Publications
- Deadshot Vol no 1-4 (1998-1999)
- Suicide Squad Vol.1 no 1-66
- Suicide Squad Vol.2
- Suicide Squad Vol.3
- Suicide Squad Vol.4 no 1-4 (2008)
- Secret Six Vol.1 vol.2 vol.3 (2006-2009…)
- Secret Six vs. the Doom Patrol

### Artistes
John Ostrander, Kim Yale, Luke McDonnell, Geof Isherwood, Karl Kesel, Luke McDonnell, John K. Snyder III, Gail Simone, Brad Walker, Jimmy Palmiotti, Stephane Peru, Mike Zeck, Cliff Chiang, Doug Hazlewood

## Apparitions dans d'autres médias

### Télévision
- 2001-2005 : La Ligue des justiciers (Justice League, série télévisée d'animation) : doublé en anglais par Michael Rosenbaum (VF : Roland Timsit, Jean-François Vlérick)
- 2010-2011 : Smallville (série télévisée) : interprété par Bradley Stryker dans les épisodes 2 et 12 de la saison 10
- 2011 : Batman : L'Alliance des héros (Batman: The Brave and the Bold, série télévisée d'animation) : doublé en anglais par Tom Kenny dans l'épisode 4 de la saison 3
- 2013-2015 : Arrow (série télévisée) : interprété par Michael Rowe
- 2016 : Flash (The Flash) (série télévisée) - saison 2, épisode 13 : interprété par Michael Rowe. Dans cet épisode se situant sur la Terre alternative Terre-2, Floyd Lawton est le coéquipier d'Iris West Allen au sein de la police de Central City. Contrairement à son homologue de Terre-1, il est lâche et n'est pas du tout doué avec les armes à feu.
- 2017 : La Ligue des justiciers : Action (Justice League Action, série d'animation) : doublé en anglais par Crispin Freeman.

### Cinéma

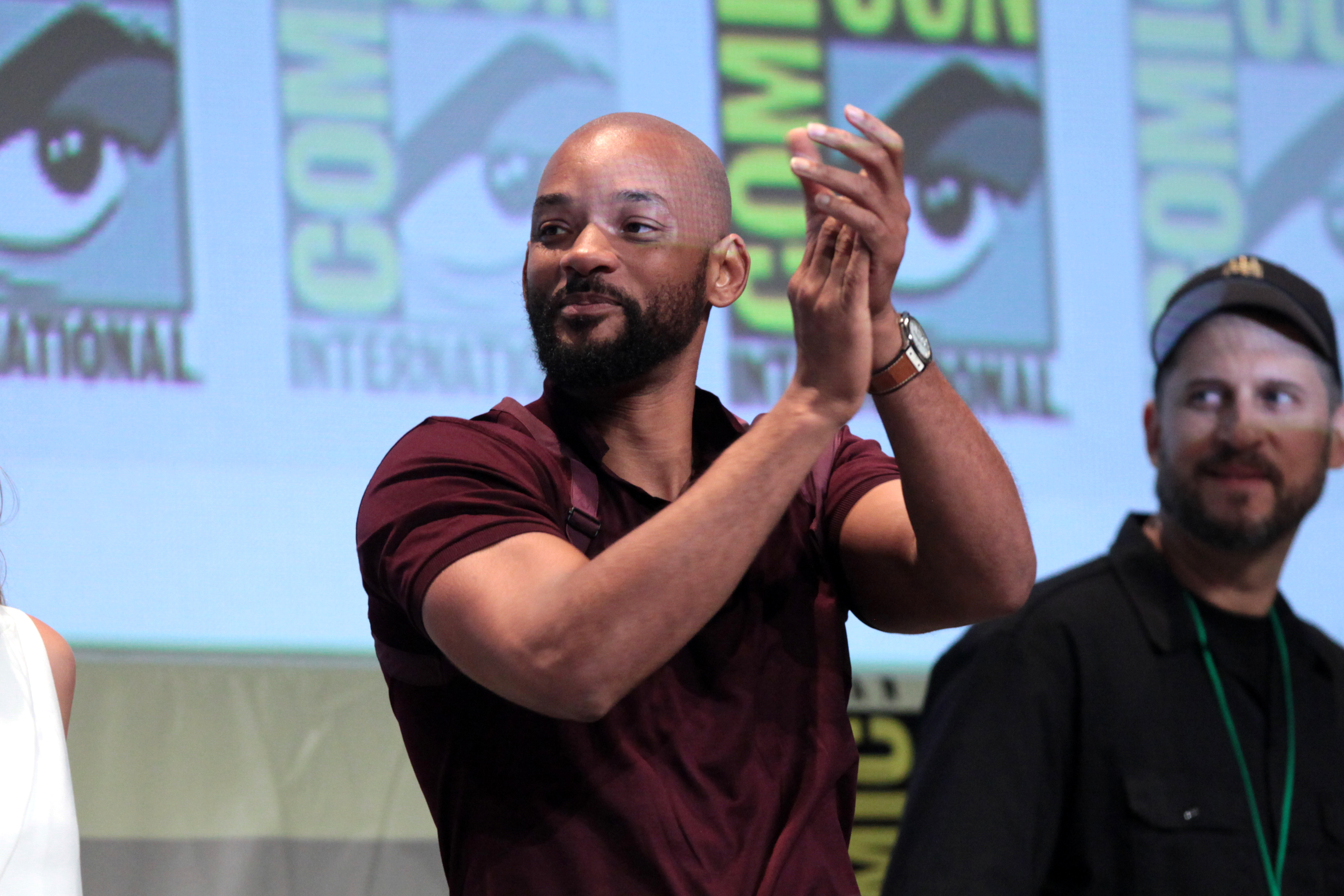
L'acteur Will Smith incarne le personnage dans l'univers cinématographique DC.

- 2008 : Batman: Gotham Knight, série de 6 courts métrages d'animation japonais : doublé en anglais par Jim Meskimen
- 2009 : Superman/Batman : Ennemis publics (Superman/Batman: Public Enemies), film d'animation de Sam Liu : apparition non-vocale
- 2014 : Batman: Assault on Arkham, film d'animation de Jay Oliva et Ethan Spaulding : doublé en anglais par Neal McDonough
- 2016 : Suicide Squad, film de David Ayer : interprété par Will Smith[2]

### Jeux vidéo
- Batman: Arkham City : dans la mission secondaire « Un tir dans la nuit », Batman a pour mission de retrouver Deadshot, qui assassine plusieurs prisonniers de la prison-ville jugés dérangeants par Hugo Strange, le commanditaire de ces meurtres.
- Injustice : Les dieux sont parmi nous : Deadshot fait un caméo dans le décor de l'île de Stryker, mais n'est pas jouable.
- Lego Batman 2: DC Super Heroes : Deadshot est un personnage bonus dans la version 3DS du jeu.
- Batman: Arkham Origins : Deadshot fait de nouveau face à Batman dans cet épisode, où il tente de capturer le justicier afin d'empocher la récompense.
- Batman: Arkham Origins Blackgate : Deadshot est une nouvelle fois l'un des bosses du jeu que Batman doit affronter.
- Lego Batman 3 : Au-delà de Gotham : il est déblocable dans le jeu, ainsi que jouable dans la pack l'Escadron.
- Injustice 2 : Deadshot est annoncé le 17 août 2016 en même temps qu'Harley Quinn.
- DC Legends : Deadshot est un personnage jouable (jeu sur Android, iOS).
- Lego DC Super-Vilains : Deadshot est un des personnages jouables, bien que très peu présent dans l'histoire.
- Suicide Squad: Kill the Justice League : Deadshot est l'un des quatre protagonistes jouables de l'aventure recruté par Amanda Waller pour mettre fin à l'invasion de Brainiac.